# Plato preparado

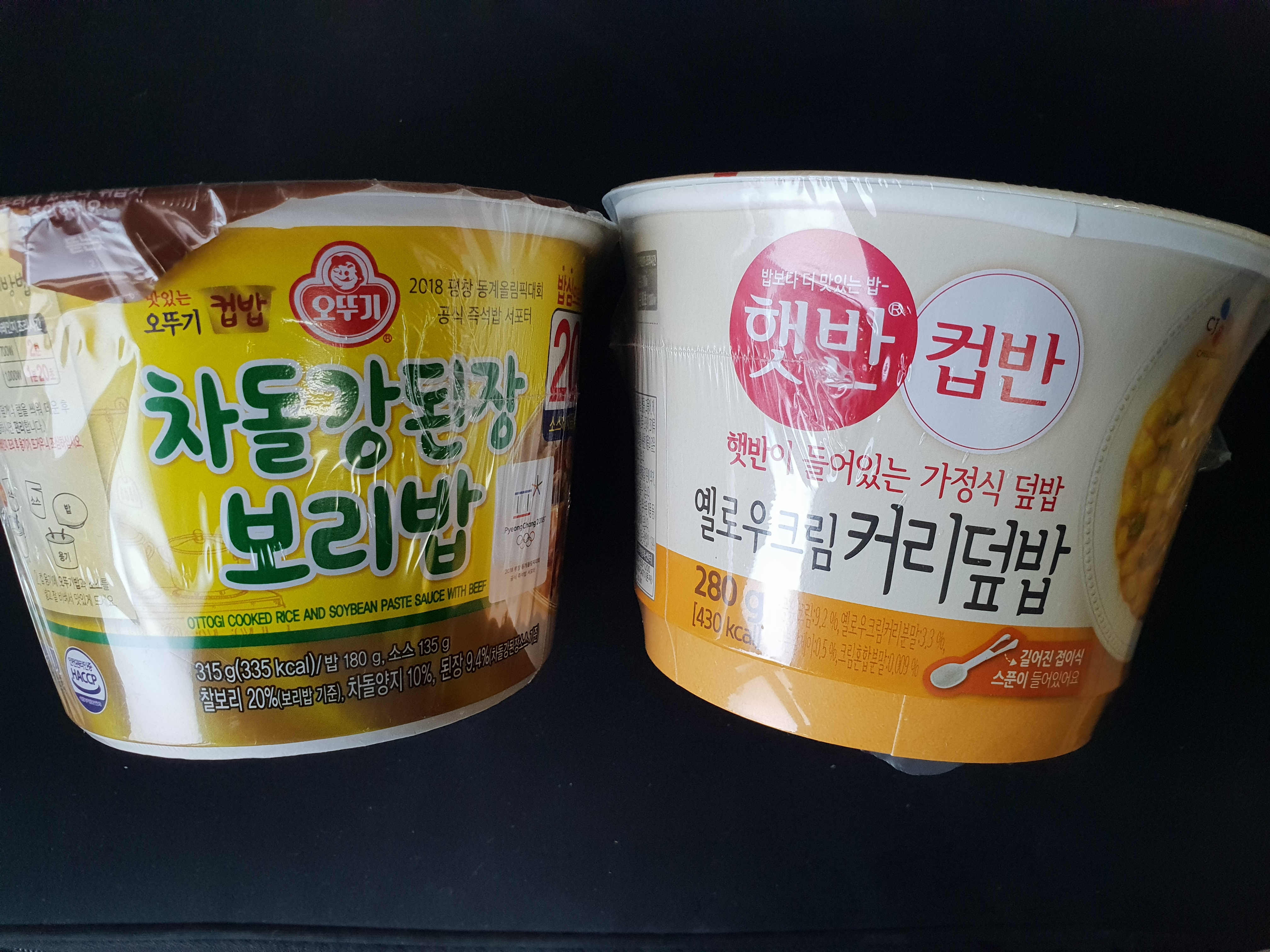
Esta sopa se considera como comida instantánea ya que podemos elaborar con el simple paso de añadir agua caliente, para que esté lista para consumirse.

Un plato preparado (también llamado erróneamente comida instantánea) es una preparación culinaria envasada y lista para ser ingerida con un mínimo de operaciones. Generalmente los platos preparados requieren de operaciones de calentado o hidratación (por regla general con agua). Suelen ser platos completos con todos sus ingredientes incluidos, tales como: Golosina, Envasado, o bien salsas, guarniciones, etc.
En la actualidad, los alimentos se puede clasificar por distintos tipos de gama. en hostelería: primera gama, segunda gama, tercera gama, cuarta gama, quinta gama de calidad.

## Historia
Un pionero en el diseño de la comida preparada fue el cocinero Gerry Thomas que en el año 1954 en EE. UU. llegó a popularizar bajo la comercialización de productos alimenticios prepararados bajo la empresa Swanson. La preparación de estos alimentos requería sólo la introducción de los mismos en el horno o en el microondas. Llegó a convertirse en un producto muy popular denominado: TV-Dinner. En el año 1955 la empresa familiar de C.A. Swanson & Sons se fusionó con Campbell Soup Company.
El éxito de Swanson precede al de las investigaciones realizadas por Justus von Liebig sobre los extractos de carnes sobre el año 1852 o la famosa Erbswurst en Alemania procedente de la invención del berlinés Johann Heinrich Grüneberg sobre el año 1867.